# Ansgar Mayr
Ansgar Mayr (* 8. Juni 1972 in Karlsruhe) ist ein deutscher Politiker (CDU). Seit 2021 ist er Abgeordneter im Landtag von Baden-Württemberg.

## Leben
Mayr, der als Ansgar Ljucovic geboren wurde und in Stutensee-Blankenloch aufgewachsen ist, machte sein Abitur am Friedrich-List-Wirtschaftsgymnasium in Karlsruhe. Anschließend schloss er sein Studium an der Berufsakademie Karlsruhe als Diplom-Betriebswirt ab. Beruflich war er viele Jahre im Controlling tätig.

## Politik
Mayr trat im Alter von 16 Jahren in die CDU und die Junge Union ein. Ab 1996 war er für die Junge Liste und von 1999 bis 2022 für die CDU Mitglied im Gemeinderat von Stutensee. Von 2004 bis 2022 war er erster ehrenamtlicher Stellvertreter der Oberbürgermeisterin. Von 2009 bis 2019 war Mayr Fraktionsvorsitzender eines Bündnisses im Gemeinderat, dem die CDU, FDP und anfangs die Junge Liste angehörte. In den Jahren von 2004 bis 2014 war er außerdem Vorsitzender des Stadtteilausschusses von Blankenloch und Büchig. Er war von 2000 bis 2002 und von 2007 bis 2023 Vorsitzender des CDU-Stadtverbandes Stutensee.
Seit 2021 ist Mayr stellvertretender Bezirksvorsitzender der CDU Nordbaden und seit 2024 stellvertretender Kreisvorsitzender der CDU Karlsruhe-Land.
Bei der Landtagswahl in Baden-Württemberg 2021 wurde Mayr über ein Zweitmandat im Wahlkreis Bretten in den Landtag gewählt. Zuvor war er seit 2006 Zweitkandidat des damaligen Landtagsabgeordneten Joachim Kößler. Im Landtag von Baden-Württemberg gehört er dem Innenausschuss, Finanzausschuss sowie dem Petitionsausschuss an. Außerdem ist Mayr Co-Vorsitzender des Beirates für „Digitalisierung und Innovation“ und Mitglied im Fraktionsvorstand der CDU-Landtagsfraktion.
Ansgar Mayr gehörte für die CDU Baden-Württemberg der 17. Bundesversammlung an, die am 13. Februar 2022 Bundespräsident Frank-Walter Steinmeier für eine zweite Amtszeit wählte.

## Privates
Mayr ist verheiratet, hat eine Tochter und wohnt in Stutensee, wo er auch aufgewachsen ist.